# Секстилия
Сексти́лия (лат. Sextilia; умерла в декабре 69 года, Рим, Римская империя) — римская матрона, мать императора Авла Вителлия.

## Происхождение
Происходила из старинного неименитого плебейского рода, лишь к I веку до н. э. ставшего частью нобилитета. Предположительно, родилась в семье монетного триумвира времён принципата Марка Секстилия, сына Квинта, и некой Фабии, дочери Публия.

## Жизнеописание
Секстилия имела при жизни репутацию «женщины достойной и знатной» и пользовалась всеобщим уважением. Неодобрительно отнеслась к провозглашению своего младшего сына императором, и в дальнейшем не испытывала никакой радости от его могущества. Позже, отправляясь на войну с силами Вителлия, тогдашний император Отон принял все необходимые меры для защиты Секстилии от вероятных тягот и лишений.
Триумфально вступив в Рим, Вителлий наделил свою мать почётным титулом Августы. Впрочем, за несколько дней до свержения сына Секстилия скончалась: по некоторым сведениям, её уморил голодом Вителлий; согласно другой версии, она сама покончила с собой.

## Семья и потомки
От брака с Луцием Вителлием, который, выбившись в сенаторское сословие, достиг в 48 году цензуры, имела двоих сыновей. Старший, носивший тот же преномен, что и отец, был консулом-суффектом в год исполнения последним цензорских полномочий. Младший, в свою очередь, стал императором Рима в 69 г.